# 1184

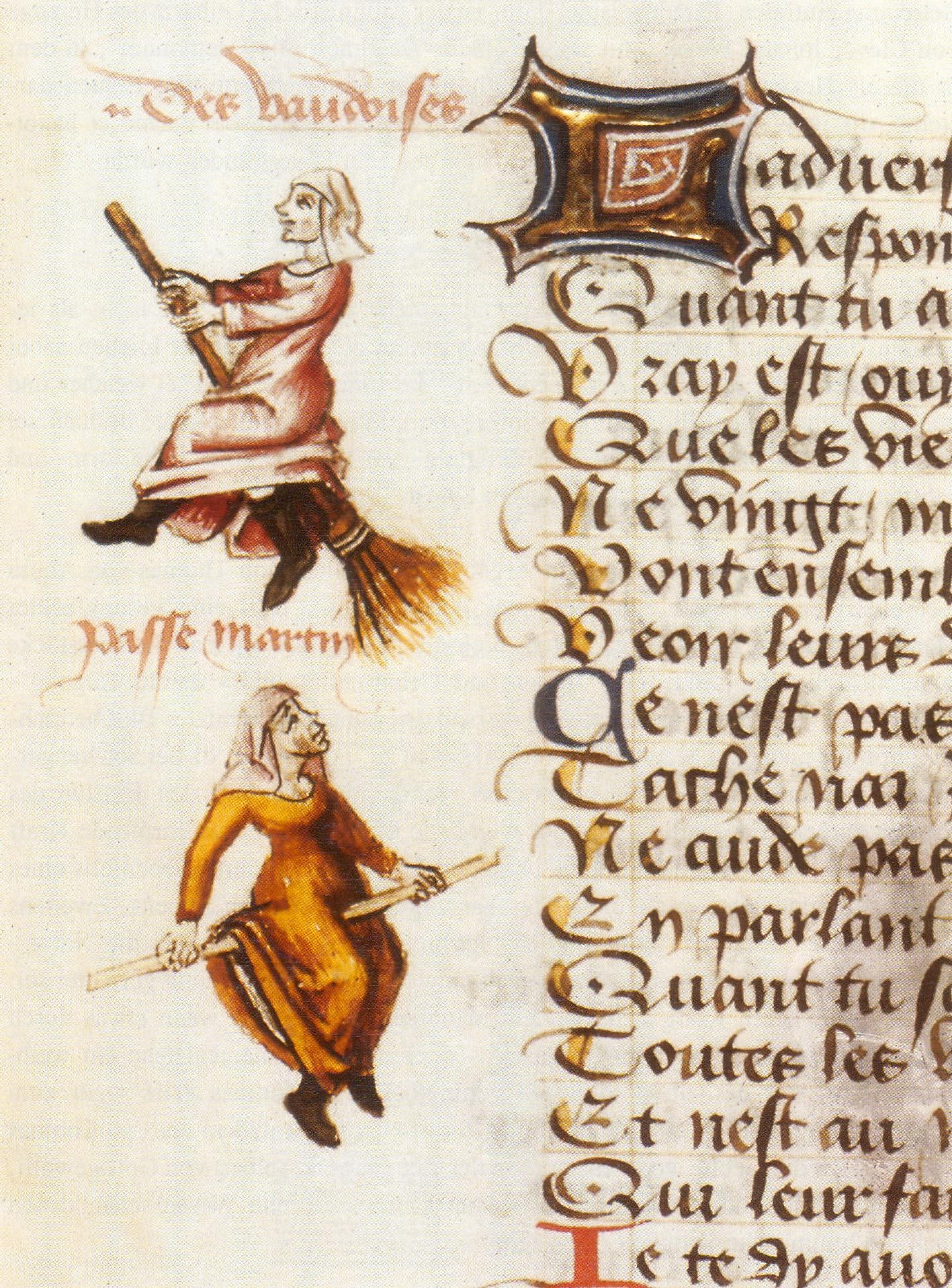
De waldenzen verketterd als heksen. Het Concilie van Verona en de bul Ad abolendam zijn onder meer tegen hen gericht.

Het jaar 1184 is het 84e jaar in de 12e eeuw volgens de christelijke jaartelling.

## Gebeurtenissen
januari
- 3 - Keizer Frederik I Barbarossa verleent de handelaren uit Nijmegen tolvrijstelling in Worms en aan die uit Worms tolvrijdom te Nijmegen. Dit is een vroeg voorbeeld van een douane-unie.

maart
- 27 - Koning George III van Georgië sterft en wordt opgevolgd door zijn dochter Tamar

juni
- 15 - Slag bij Fimreite: Sverre Sigurdsson verslaat Magnus Erlingsson en is nu alleen koning over Noorwegen.

juli
- 26 - Bij het latrine-incident van Erfurt komen minstens 60 edellieden om het leven.

oktober
- oktober - Op het Concilie van Verona wordt Petrus Waldo door Paus Lucius III geëxcommuniceerd. Er dient streng te worden opgetreden tegen ketters en er wordt opgeroepen tot een nieuwe kruistocht.

november
- 4 - Paus Lucius III vaardigt de bul Ad abolendam uit, waarin niet alleen ketters maar ook zij die de ketterij op hun grondgebied toestaan veroordeeld worden. Dit wordt beschouwd als het begin van de inquisitie.

zonder datum
- Saladin belegert voor de tweede keer vergeefs Kerak.
- Graaf Floris III van Holland onderwerpt de West-Friezen van Wieringen en Texel.
- Hendrik I van Brabant sticht 's-Hertogenbosch.
- Filips van de Elzas trouwt met Mathilde van Portugal.
- Voor het eerst vermeld: Berendrecht, Crehen, Outer, Péruwelz

## Opvolging
- patriarch van Alexandrië (Grieks) - Elias III opgevolgd door Christoforus II
- Almohaden - Abu Yaqub Yusuf opgevolgd door zijn zoon Abu Yusuf Yaqub al-Mansur
- bisdom Augsburg - Hartwig I van Lierheim opgevolgd door Udalschalk
- Brandenburg - Otto I opgevolgd door zijn zoon Otto II
- Bremen - Siegfried van Anhalt opgevolgd door Hartwig van Utlede
- Dreux - Robrecht I opgevolgd door zijn zoon Robrecht II
- Mâcon - Gerald I opgevolgd door zijn zoon Willem IV
- Noorwegen - Magnus V opgevolgd door Sverre
- Tempeliers (grootmeester) - Arnoldus van Torroja opgevolgd door Geraard van Ruddervoorde
- Urgell - Armengol VII opgevolgd door Armengol VIII

## Geboren
- Eleonora van Bretagne, Bretoens edelvrouw

## Overleden
- 2 januari - Theodora Komnena, echtgenote van Hendrik II van Oostenrijk
- 27 maart - George III, koning van Georgië (1156-1184)
- 15 juni - Magnus V (~27), koning van Noorwegen (1161-1184)
- 29 juli - Abu Yaqub Yusuf, kalief der Almohaden (1163-1184)
- 30 september - Arnoldus van Torroja, grootmeester der Tempeliers
- 24 oktober - Siegfried van Anhalt, aartsbisschop van Bremen
- 15 november - Beatrix I (~41), gravin van Bourgondië en echtgenote van Frederik Barbarossa
- Agnes van Châtillon (~30), echtgenote van Bela III van Hongarije
- Agnes van Courtenay (~47), echtgenote van Amalrik I van Jeruzalem
- Bénézet van Avignon (~20), Frans bruggenbouwer en heilige
- Gerald I, graaf van Mâcon
- Otto I (~56), markgraaf van Brandenburg (1170-1184)

- Abu Yaqub Yusuf, kalief van de Almohaden